# Схема предиктор-корректор
Схема предиктор-корректор (метод прогноза и коррекции, предсказывающе-исправляющий метод) — в вычислительной математике — семейство алгоритмов численного решения различных задач, которые состоят из двух шагов. На первом шаге (предиктор) вычисляется грубое приближение требуемой величины. На втором шаге при помощи иного метода приближение уточняется (корректируется).
Являются одними из наиболее популярных многошаговых методов.

## Методы, использующие схему п.-к.
- Метод Милна — для ОДУ[3]
- метод (схема) Хойна[англ.] (предиктор — Метод Эйлера, корректор — Метод трапеций)[4]

При использовании схемы п.-к. для решения ОДУ отмечают высокую точность расчета и отсутствие свойства самостартуемости (то есть для начала вычислений по схеме п.-к. требуется предварительно воспользоваться другим, самостартующим методом)
- Метод Адамса-Башфорта — параллельный п.-к. для решения нежестких краевых задач[6] (используется корректор Адамса-Башфорта-Мултона[7])

- Формулы Хемминга[8]

## Пример
Предположим, что необходимо решить обыкновенное дифференциальное уравнение (ОДУ) первого порядка. При этом уже известны значения {\displaystyle y_{0}} и {\displaystyle y_{1}} в моменты времени {\displaystyle t_{0}} и {\displaystyle t_{1}}. Через эти точки можно провести линию, описанную кубическим уравнением (используя производные в этих точках, полученные из ОДУ) и затем продолжить эту линию до точки {\displaystyle {\tilde {y}}_{2}} в момент времени  {\displaystyle t_{2}},  {\displaystyle t_{2}>t_{1}}.  Используя новое значение {\displaystyle {\tilde {y}}_{2}} и производную в этой точке {\displaystyle {\tilde {y}}_{2}^{'}} вместе с предыдущими точками, возможна более точная интерполяция производной между моментами времени {\displaystyle t_{1}} и {\displaystyle t_{2}}, и, соответственно, возможно более точное приближение к {\displaystyle y_{2}}. Интерполяция и последующее интегрирование составляют шаг коррекции.